# 堤尚彦
堤 尚彦（つつみ なおひこ、1971年7月26日 - ）は、日本の元アマチュア野球選手、野球指導者。

## 経歴・人物
兵庫県加東市出身。小学校4年次に東京へ転居し世田谷リトルリーグで野球を始める。中学校へ進学すると一転してハンドボール部へ入るという生活を送った。
だが、野球への思いも断ち難く進路に迷っている時に佐藤道輔（当時=東京都立東大和高等学校野球部監督）の著書『甲子園の心を求めて 高校野球の汗と涙とともに』を読んで大いなる感銘を受けたことがきっかけで「都立高校で野球をしよう」と思い立ち、東京都立千歳高等学校（現：東京都立芦花高等学校）へ進学する。
高等学校卒業後は一年浪人して東北地区の大学野球の名門たる東北福祉大学へ入学し、内野手にコンバートされる。ただしレギュラーの座を掴むことは出来ず、堤曰く「裏方の作業部長」であったと言う。
大学卒業後の進路を決める際に、テレビのドキュメンタリー番組で「ジンバブエで野球を広める青年の活動」を見たことをきっかけに青年海外協力隊に志願し、入隊。アフリカのジンバブエで野球の普及活動を行う。ジンバブエを皮切りにガーナやインドネシアでも野球の指導を行った。
海外での野球指導を終えて帰国した後は福岡県でスポーツマネージメント会社に入社。ここでは当時アマチュアで後にプロゴルファーとなる諸見里しのぶのマネージャーを務めたり、変わったところではアサヒ緑健の青汁コマーシャルの制作を担当したりした。
2006年、諸見里の母校であるおかやま山陽高等学校の理事長から同校に教職員での入職と野球部監督への就任を要請され、苦悩の末にこれを受諾する。
2017年、10年余の苦労の末におかやま山陽高等学校を第99回全国高等学校野球選手権大会へ導いた。
2018年、ジンバブエから請われて野球ジンバブエ代表監督への就任を要請され、おかやま山陽高等学校監督と兼摂する形でジンバブエ代表を率いて2020年東京オリンピックアフリカ予選で指揮を執った。
2023年、第105回全国高等学校野球選手権大会ではおかやま山陽高等学校を準々決勝まで進出させた。

## 著書
- 『アフリカから世界へ、そして甲子園へ』（東京ニュース通信社）[1]